# Brezová pod Bradlom
Brezová pod Bradlom (bis 1927 slowakisch Brezová; deutsch Birkenhain, ungarisch Berezó – bis 1907 Brezova) ist eine Stadt im Westen der Slowakei.

## Lage und Allgemeines
Die Kleinstadt wurde 1262 zum ersten Mal unter dem deutschen Namen Birkenhain (siehe Deutsche Ostsiedlung) erwähnt und liegt zirka 23 Kilometer östlich von Senica sowie 12 Kilometer südlich der Bezirksstadt Myjava am nördlichen Ende der Kleinen Karpaten. Der Ort erhielt 1709 seine Stadtrechte. Mitte des 19. Jahrhunderts war die Stadt ein Zentrum der Anhänger von Ľudovít Štúr und 1848–1849 eines der Zentren des Slowakischen Aufstandes.
Im Jahr 1899 erhielt die Stadt einen Bahnhof an der Bahnstrecke Jablonica–Brezová pod Bradlom.
Der „Hausberg“ ist der Bradlo (543 Meter).
In unmittelbarer Nähe, in Košariská, liegt der Geburtsort von Milan Rastislav Štefánik, einem slowakischen Politiker und General aus dem Ersten Weltkrieg. Dieser wurde nach seinem Tod 1919 in einem vom berühmten Architekten Dušan Jurkovič entworfenen Ehrengrabmal auf dem Bradlo (1927–1928 errichtet) begraben.

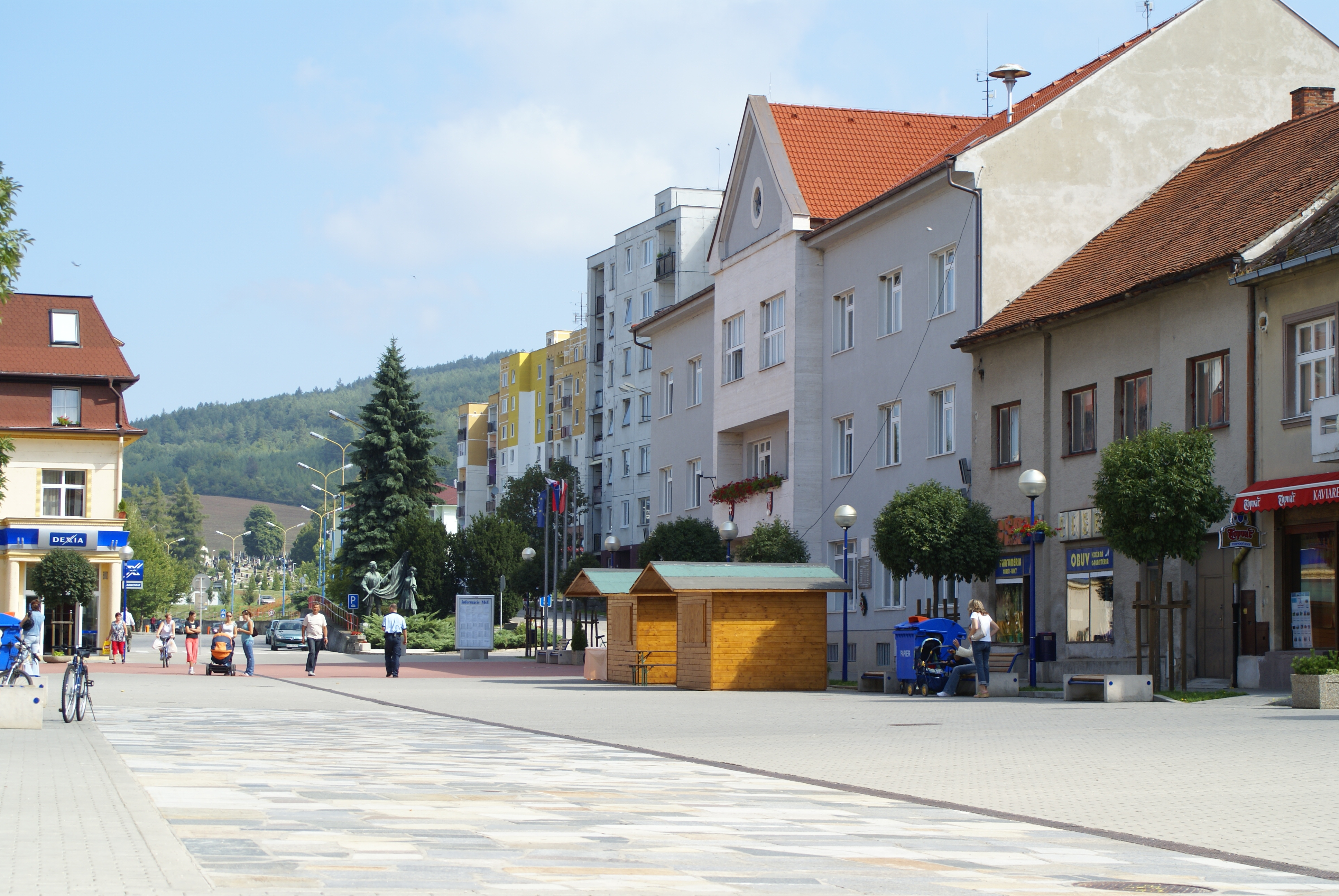
Blick in der Stadt
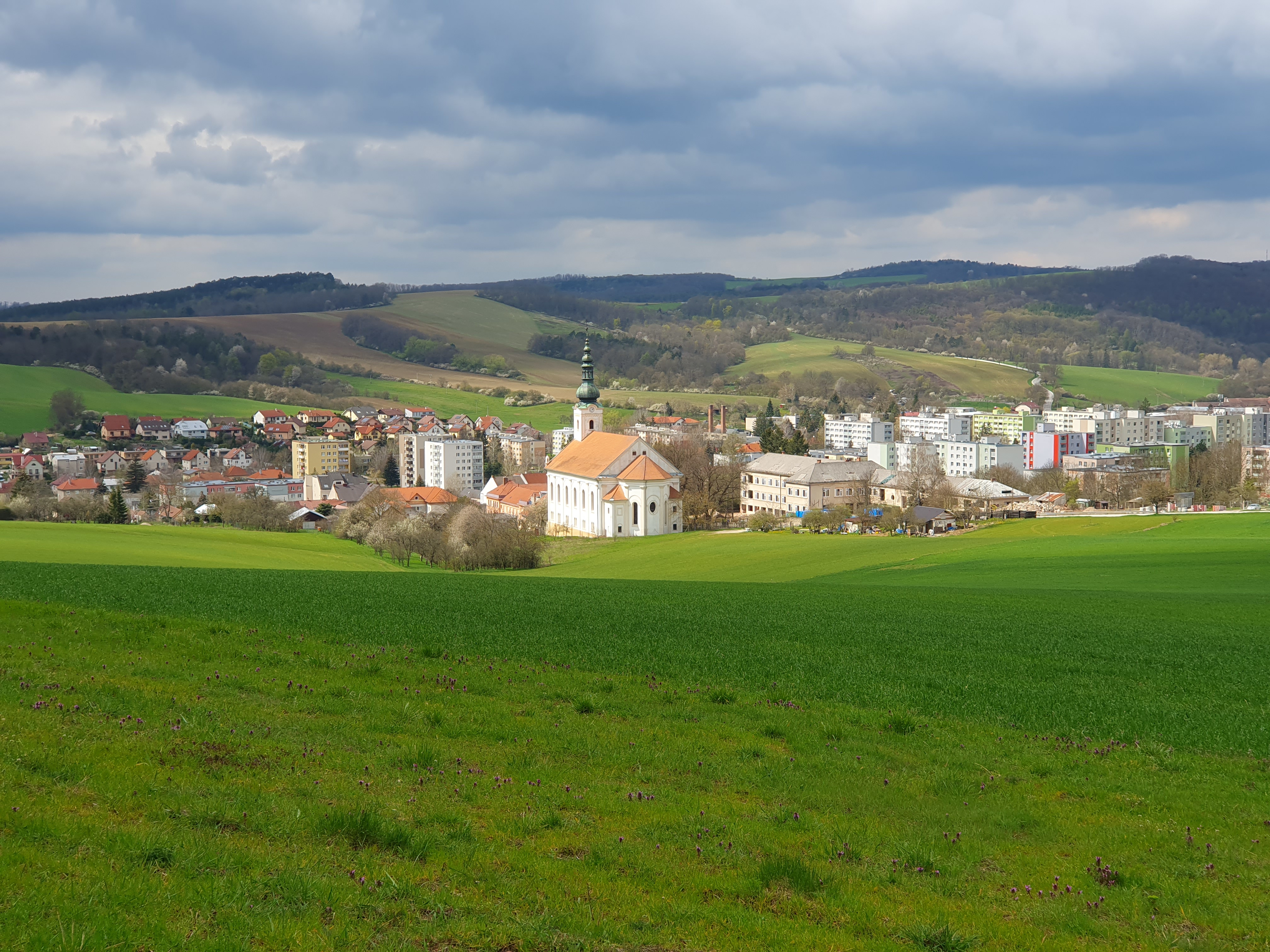
Blick auf die Stadt mit der evangelischen Kirche
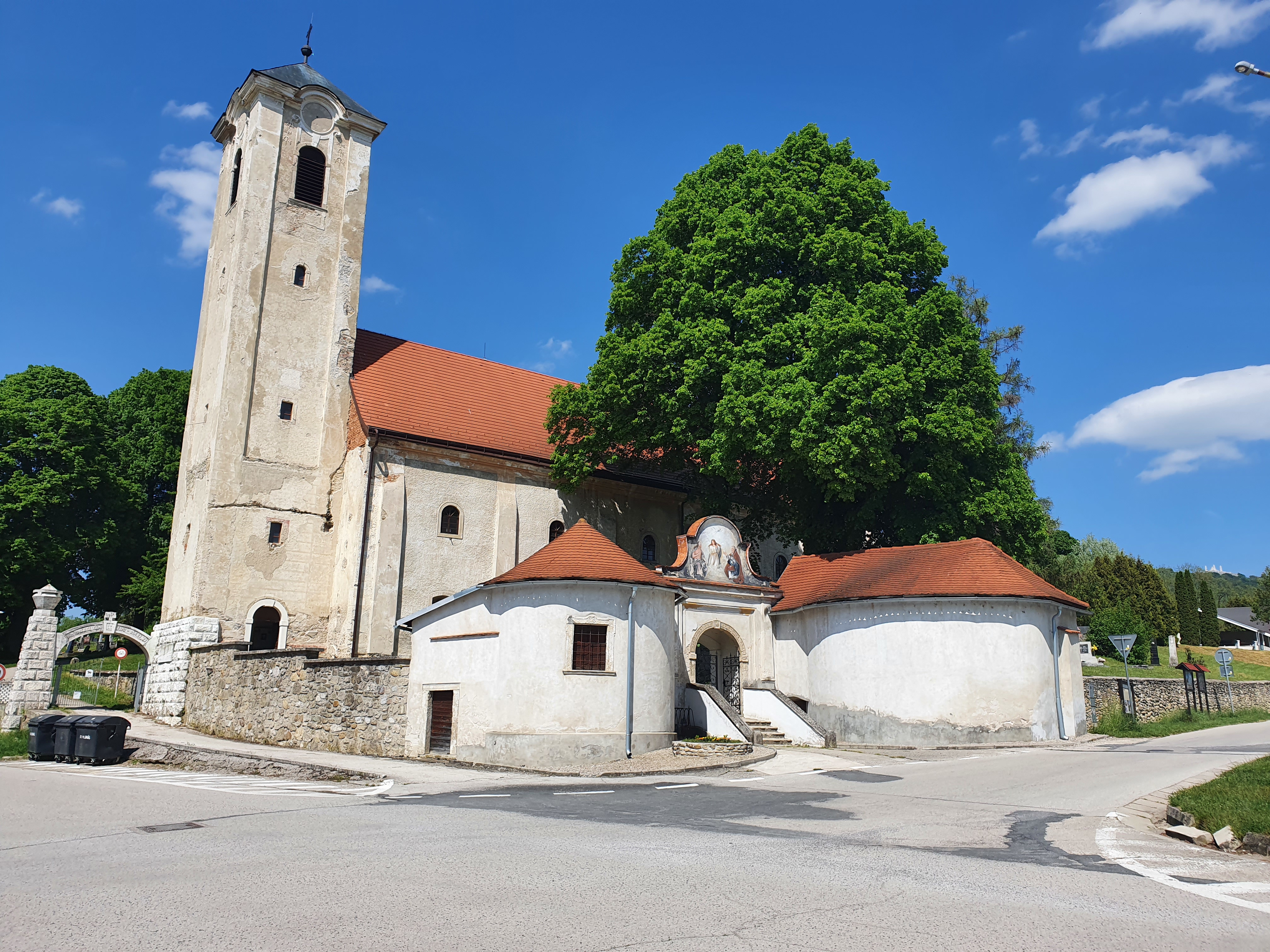
Römisch-katholische Kirche

## Bevölkerung
| Jahr:                | 1994. | 2004.   | 2014.   | 2024.   |
| -------------------- | ----- | ------- | ------- | ------- |
| Anzahl der Personen: | 5693  | 5452    | 4996    | 4543    |
| Unterschied:         |       | -4,23 % | -8,36 % | -9,06 % |

| Jahr:                | 2023. | 2024.   |
| -------------------- | ----- | ------- |
| Anzahl der Personen: | 4607  | 4543    |
| Unterschied:         |       | -1,38 % |

## Sehenswürdigkeiten
- katholische Kirche mit Befestigungen von 1590. Sie wurde ursprünglich von Protestanten errichtet, dennoch verloren diese die Kirche zweimal im Verlaufe ihrer Geschichte an die Katholiken (siehe Gegenreformation). Im Inneren findet sich eine Rokokoausstattung von 1773.
- evangelische Toleranzkirche von 1783–85, sie hat drei Emporen, einen Turm von 1795, welcher 1893 neobarock umgestaltet wurde.

## Gemeindepartnerschaft
- Paulhan im Département Hérault, Frankreich

## Personen
- Štefan Osuský (1889–1973), Jurist, Diplomat, Politiker und Universitätsprofessor